# NGC 3819
NGC 3819 (również PGC 36311 lub HCG 58D) – galaktyka eliptyczna (E), znajdująca się w gwiazdozbiorze Lwa. Odkrył ją John Herschel 18 stycznia 1828 roku. Należy do zwartej grupy galaktyk Hickson 58 (HCG 58).